# Ваздушни напад на Плзењ 17. априла 1945.
Ваздушни напад на Плзењ 17. априла 1945. године била је једна од операција ратног британског Краљевског ваздухопловства (РАФ) у пролеће 1945. године, на око три недеље од краја Другог светског рата. Током ноћи тога дана бомбардован је западночешки град Плзења, односно његова ранжирна железничка станице (која је примарно требало да буде оштећена), јер су се преко ње производи плзенских погона Шкоде директно слати на фронт.
За разлику од претходних покушаја америчких ваздухопловних снага, станични комплекс је овога пута потпуно уништен, али су том приликом страдала и околна подручја. Сматра се да је то био најмасовнији, најтежи, најразорнији и најтрагичнији ваздушни напад на Плзењ.
Током Другог светског рата, Плзењ је доживео 11 ваздушних напада савезничких бомбардера. Уништено је преко 6.000 кућа и убијено скоро хиљаду грађана. Један од тих 11 напада био је и овај од 17. априла 1945. године.

## Позадина ваздушног напада
Од почетка 1945. године било је свим зараћеним странама у Другом светском рату јасно да се на основу развој догађаја на бојним пољима није очекивао већи маневар војних трупа. Немачка је губила једну битку за другом. Са друге стране фронта надмоћ савезника у ваздуху је напрестано наставио да јача.
Немачка противавионска одбрана била је у расулу, борбене ваздухопловне јединице бориле су се и са напријатељем али и са бројним проблемима. А ти проблеми су били: недостатак авиона, искусних пилоти, земаљског особља на крају, али не најмање важно, Немцима је све више недостајало горива, због непрестаног уништавања рафинерија и складишта од стране савезнички бомбардера и локалних патриотских снага.
Ограничени број немачких ловаца који би немачки команданти слали у ваздушне борбе смањио је број оборених америчких или британских бомбардера. Последња преостала претња савезницима остала је противавионска артиљерија, иако је већ и она била знатно ослабљена и са недовољним залихама муниције.
Производња оружја Немци су обављали са непрекидним и великим потешкоћама, а  мотори и други произведени делови за авионе често су каснили до аеродрома, јер се уопште нису превозили железницом, имајући у виду да су вагони углавном били уништени од стране савезника пре него што је воз и кренуо, јер су се савезнички ваздушни напади започети 1945. године, фокусирали углавном на возове и ранжирне железничке станице.
Плзењски завод Шкода била је примарна мета британског ваздухопловства, а затим америчког ваздухопловства, још одпочетка Другог светког рата. Британци су покушавали да је бомбардују од 1940. године (на захтев чехословачке владе у егзилу у Лондону). Али у тадашњем стању ваздухопловства и навигације никада нису успели да је погоде. Најближи успеху били су Британци 1943. године, када су послали авионе са радаре којима је опремљена огромна бомбардерска група. Међутим, навигатори су поново погрешили и скоро ниједна бомба није погодила Шкоду. Уместо тога, Добрани, који је тада лежао на отцепљеној територији Судета, био је брутално бомбардован.
Шестог фебруара 1945. године савезници су се договорили о такозваној „Линији без бомбардирања “. Тако је овом линијом Средња Европа била раздвојена дуж границе која је водила од градова Шчећин, Берлин, Дрезден, Брно, Беч и Загреб на западно оперативно подручје у коме су дејствовали амерички и британски бомбардере и источно подручје одређено за дејства совјетске летелице.
За Плзењ и читаву југозападну Чешку у пролеће 1945. годину то је значило да треба извести што већи број напада америчких ваздухопловних снага на стратешке и тактичке циљеве, посебно на железничке станице, фабрику Шкода  и транспортна чворишта.
До априла 1945. године било је јасно да Немачка у догледно време неће капитулирати  јер су се немачке трупе радије повлачиле или чак добровољно предавале.  Противавионска артиљерија остала је последња преостала претња савезницима, иако је већ била знатно ослабљена. Околина преосталих релевантних циљева била је у стању да се интензивно одбрани масивним и релативно прецизним гађањем циљева у ваздуху.  
У таквим условима команданти савезничких ваздухопловних снага морали су да одмере који су ризици од стратешког значаја.  После даноноћних бомбардовања већине немачких градова је у рушевинама, а савезничко ваздухопловство се усредсређује  на уништавање транспортних система, железничких станица и ваздушних база на територијама које је Немачка још увек окупирала и у областима у којима је још активна.
У стратешким циљевима, који су били намењени бомбардовању 1945. године, велики изузетак била је Шкода са седиштем у Плзењу.  Плзењска фабрика Шкода, као део инжењерске групе  Reichswerke Hermann Göring од почетка окупације,  била је веома важна за нацистичку Немачку, као једна од највећих фабрика оружја у Европи. Шкода је била мета ваздушних удара савезника од почетка рата,  јер је, према савезничким идејама, њено уништавање требало да умањи способност Немачке да настави рат. Била је то једна од најчешћих мета савезничких ваздушних напада на Протекторат.  
Операције које је следила 17. априла  1945. године биле су ограничене на уништавање железничких станица и ваздушних база на територијама које је Немачка још увек окупирала и на местима активне борбе немачке војске.   
У време ових напада америчка пешадија се борила на територији  Чехословачке, на пример, америчка 97. пешадијска дивизија борила се за Хеб, а на источном фронту је јединице 2. украјински фронт ослободиле су нека предграђа Брна .

## Претходни напади
Већина претходних ваздушних удара првенствено је имала за циљ рушење и уништење Шкодиних погона, јер су они били у саставу једне од највећих фабрика оружја у Европи.    Значај војних фабрика у Плзењу повећао се током рата јер су друге фабрике оштећене или уништене бомбардовањем.
У априлу 1945. године, Шкода је била последња фабрика оружја коју је још увек држао Трећи рајх, и која је и даље производила све врсте муниције, оружја, тенкова и оклопних возила, попут  тенкова Хецер .  План производње од априла до јуна, на пример, обухватио је 200 противавионских топова од 88 милиметара.  Пре ваздушних напада, компанија је имала 45.000 запослених и чинила је око трећину производних капацитета у сегменту индустрије наоружања нацистичке Немачке. Уосталом, чак је и у Налогу бр. 696 за 8. ваздухопловство наведено да су Шкодини погони једина функционална оружара под контролом Немачке, која своје производе испоручује директно јединицама на фронту.
Већ током октобарског ваздушног напада 1944. године, бомбе су у малој мери бачене и на ранжирни железничку станицу, а током другог ваздушног напада у децембру неки авиони су напали главну железничку станицу, иако су бомбе углавном падале на околно подручје, укључујући Градску пивару и центар града.
И у ваздушном нападу на Плзењ од 14. фебруара 1945. године последице су биле мале у поређењу са претходним ваздушним нападима. Погинуло је 6 људи, а једна особа је повређена. Овим бројкама треба додати још седамдесет жртава углавном укључују грађане страдале у околним општинама, јер све бомбе нису отишле тамо где је планирано да падну.
Уништене су само две зграде, две су тешко оштећене, а 36 зграда је претрпело мању штету. На ранжирној станици погођено је складиште дрвета, које је већ било оштећено током октобарског бомбардовања 1944. године. Шкодина постројења, уобичајена мета за бомбардовања Плзења, овога пута није погођена.

## Ток ваздушног напада
Формација од 222 тешка четворомоторна ланкастера и 11 лаких двомоторних РАФ-ових  москитоса британског Краљевског ваздухопловства (РАФ) полетела је из Велике Британије на  задатак 16. априла 1945. године на ноћно стратешко бомбардовање. Посаде су биле из 5. групе ваздухопловства Велике Британије (наводи се и 208 ланкастера и 10 москитоса, али и 233 ланкастера). Током лета изнад територије под контролом нацистичке Немачке, бомбардерске екипе бацале су су велики број малих трака танке металне фолије кодног имена „виндовс“, зване и и „плева “.  Циљ бацања ових трака био је да поремете функцију непријатељских радара.  Бомбардер је пратила 503. ескадрила 339. ловачке групе 8. ваздухопловства, која је имала за циљ одбрану бомбардера од немачких ловаца, посебно за оно време модерних Месершмита Ме-262.
Након прелета изнад Европе ова група авиона стигла је са запада, до западночешког индустријског центра Плзења 17. априла, 20 минута пре четири ујутру, са севера. Ваздушни аларм за опсаност огласио се у Плзењу у 03:50 часова.  Формација авиона која је летела са севера, за оријентацију пилоти користилила је одсјај са језера Болевецке. Сама акцијаа бомбардера започела је у 04:05 ујутру и трајала је отприлике 17 до 20 минута.
Будући да је територија Чехословачке доживљавана као да будуже савезничке територије, није било широког бомбардовања, попут бомбардовања градова у Немачкој. Британски пилоти означили су циљ са 3 тоне бакљи које су бачене из москитоса, да обележено место тек након тога  бомбардовано.Бомбардери су бацили 891 тону класичних и 4 тоне запаљивих бомби. Један од сведока бомбардовања Лубош Хрушка овако је описао почетак напада:
Гледали смо са крова школе у здјезду - цео Плзењ је био испод нас, видели смо га као у позоришту. У почетку хиљаде ракета, при дневном светлу, било је прелепо. Апсолутна тишина. А онда је почело, ужасна тутњава. : 287-288	
Противваздушна одбрана гађала је авионе, али њено дејство је било неефикасно или недовољно. Прелиминарно крај ваздушне опасности најављен је у 04:37, а у 05:05 алармом је је сигнализиран коначни крај напада.
На Шкодине погоне, који су били најчешћа мета од укупно 11 савезничких ваздушних напада на Плзењ током рата, бомбардовање практично није утицало, уместо њих пилоти су изабрали две фабрике пива на које је бачено укупно  200 бомби. Обе пиваре су озбиљно оштећене, али прва је успела да обнови производњу дан пред крај рата, 7. маја 1945. године  Док је друга, озбиљније оштећена и пуштена је у рад тек у јесен 1945. године.
Ваздушни напад  је донео и низ цивилних жртава, из два разлога: 
- прво јер се у близини станице налазила циганска колонија  (куће у колонији нису биле подруме и њени становници, углавном социјално угрожени, нису имали где да се сакрију током бомбардовања),
- друго, у то време велика група избеглица била је окупљена на главној железничкој станици у Плзењу, покушавајући да побегне са источног фронта на запад.

## Последице
Број настрадалих у ваздушном нападу био је вишеструко већи него у најгорим ранијим ваздушним нападима. Њихов тачан број није познат, због великог броја мртвих и њиховог постепеног откривања. Процене се крећу - више од 600,   до приближно 850,   убијених. Историчар Мирослав Еисенхамер изјавио је да је број од 624 жртве референтни број који није обухватао значајан број погинулих немачких војника или оних који су умрли од повреда. Спашавање жртава било је споро, тако да су тек у јуну сви мртви уклоњени из рушевина.
Око 120 кућа је потпуно уништено (не рачунајући циганску колонију), још 154 је тешко оштећено, а 2.053 куће претрпеле су малу штету.   Поднето је 7.809 захтева за накнаду штете.
Након напада живот у граду је потпуно уништен, а одлуком градоначелника у плзењским школама настава је прекинута.  Неискоришћени наставници су тада требали да брину о бескућницима, а ученици старији од 16 година требали су да копају ровове по граду (дечаци овог узраста углавном су били запослени).
У централном делу Јатечнија уништене су градска кланица  и фабрика западночешке месарске задруге. У јужном делу улице Јатечни у време рације постојале су две куће на лођама, од којих је једна толико оштећењена да је срушена.  У Јатечнима је уништено укупно 23 куће, а 14 кућа је тешко оштећено.
| Област         | Протекторат Чешке и Моравске |
| Место          | Плзењ                        |
| Тип догађаја   | бомбардовање                 |
| Датум          | 11. април 1945.              |
| време          | 04:05 до 04:25               |
| Број погинулих | 600 - 850                    |

### Депо главне ранжирне станица
Штета на свим деловима станице била је толико велика да је железнички саобраћај кроз Плзењ потпуно прекинут а Плзењ је од тог дана одсечен од света.
Након двадесетоминутнок пакла, Британско ваздухопловство успело је да на железничкој станици разори главно ранжирно двориште и уништи око  60 километара колосека, 2.000 вагона и 85 локомотива, а 75 локомотива  тешко оштети. Погођено је и складиште локомотива и неколико зграда у непосредној близини  железничке станице.  Остале штете које је станица претрпела откривене су тек касније. Погођен је и колосек са суседном зградом железничке поште 3, где су страдале бројне пошиљке, перон, улаз у један тунел, део главних зидова зграде и повезујући ходник са улазима у чекаонице. Погођен је и теретни воз са муницијом, који је експлодирао, а према сећањима мештана, муниција је у њему експлодирала је спорадично и недељу дана након бомбардовања.
Главна железничка станица постала је место погибије већине жртава овог напада. Последњих дана рата избеглице са ослобођених територија пролазиле су кроз Плзен. Неколико избегличких превоза било је у вагонима спремним за полазак, остале избеглице су биле у противавионском склоништу испод повезујућег ходника, пошто је он служило као склониште. Иако је покривач био ојачан дрветом, бомбе су погодиле повезујући ходник. Много избеглица је страдало заједно са железничким особљем. Број смртних случајева које је тада процењивао лекар био је 400 до 800, наводи се и број 347 или 350 жртава из реда железничких радника и путника, поред 453 рањених.
Зграда главне станице са предворјем погођена је директно на југозападном углу, бомба је експлодирала на ободном зиду, у основи куполе. Купола направљена у фабрици мостова у заводу Шкода 1906. године имала је металну конструкцију тешку приближно 160 тона, али је експлозија померила из лежишта, јер је узгон ваздуха током експлозије подигао куполу, и померио је у страну око петнаест центиметара. Експлозија није оштетила главну носећу конструкције куполе, већ само секундарне носеће делове конструкције куполе. Оштећена купола и зидање наметнуло је железничким стручњацима да озбиљно размотре рушење куполе и рушење целе неоренесансне зграде. Поред тога, штета на обе станице била је толико велика да се, ако су морале бити обновљене, разматрало њихово пресељење. Међутим, куполу је крајем маја прегледао стручњак из погона Шкода Мост, који је изјавио да санација штете на куполи неће бити тешка али ће бити скупа.  На крају је 15 монтера узело одсуство и поправило куполу станице између 20. јула и краја августа. Користећи хидраулику, подигли су куполу и вратили је у тачан положај на ваљцима. Цела зграда је затим реконструисана у првобитни облик.
Током бомбардовања, ранжирно двориште је потпуно уништено и оправка је настављена тек на крају рата. Бомбе су уништиле све зграде топлане, пословне зграде, а неколико локомотива пало је у кратере. Олупине експлодираних вагона завршиле су чак неколико километара даље. Пожари су запалили складиште дрвета, у којем је изгорело 7.000 m² дрвне грађе вредности 6 милиона круна.
Бомбашки напад на железничку станицу у Плзењу праћен је нагађањима да ли су предмети Универзитета Карл чувани у једном од вагона који су превозили опљачкани плен од стране високих немачких војника уништена током бомбардовања.   Захваљујући случајном паркирању вагона са припадницима немачког Генералштаба и званичника Гестапа на колосецима иза Болевца, на ову имовину бомбардовање није утицало.
Ујутро су власти окупаторске власти покушале да обезбеде пуштање у рад најмање једног колосека на чему су радили запослени у компанијама из Плзења, неколико стотина осуђеника из дисциплинског логора у Тремошни и страни радници.  Иако је циљ постигнут и пуштен је у рад један колосек у правцу Баварске,  станица није била употребљива до краја рата.  Поправка железничког депоа покренута је у мају 1945. године, а свечани наставак радова догодио се 15. октобра 1945 године.

### Страдање ромског насеља
Округ за социјално угрожене становнике почео је да настаје 1930-тих на подручју између Јатечне трјде и реке Бероунке. Ливада се у народу звала чеш. Na cikánce, јер су представници Плзења1912. године дозволили ромским номадима да кампују на овом месту. Насење Циганка је непрестано расла до Другог светског рата, када је на бившој ледини изграђено на стотине кућа. 
Округ се састојао од 13 једноспратних двојних кућа и трочланих кућа, у којима је било укупно 268 станова, остале спаваонице дограђене су почетком рата.  Током 1940. године у Циганки је живело до 500 породица. У комшилуку им је била ранжирне станице, а насеље је било на југозападном рубу овог железничког постројења. 
Како су то биле јефтине куће од трошног материјала које нису имале подруме, па се њихови становници нису имали током бомбардовања где сакрити, а у једином подземном склоништу, од претреса, које није било предвиђено за директан удар бомбе,страдало је 80 становника Циганке, а скоро све куће су уништене.
Циганска четврт, практично је сравњен са земљом, није обновљен након завршетка рата, јер су употребу околног земљишта компликовали  незатрпани кратери 20 година након рата. 

### Неексплодиране бомбе
Масoвно бомбардовање доноси не само тренутну материјалну штету и жртве већ и дугорочни ризик. Деценијама након овог догађаја откривене су неке од неексплодираних бомби, а за друге се и даље верује да су скривене испод површине Плзења.  Неексплодиране бомбе од пет килограма из априлског ваздушног напада пронађене су током ископавања 2001. године у улици Јатечни, и током поправки ранжирне станице у близини топлане 2017. године.
Историчар Карел Фоуд на основу броја ваздухоплова, број бомби које се обично носе и нормаланог односа неексплодираних према експлодираним, процењује да је у бомбардованом подручју могло бити до 200 неексплодираних бомби. Многе од њих су већ пронађене и уклоњене у прошлости, али неке још увек чекају да их открију.

## Сећање на жртве бомбардовања
У Партизанској улици, на три места у њеној историји, налази се споменик жртвама рације на Дубравку.   Наиме споменик који је изграђен 1949. године у сарадњи са многим људима, компанијама и организацијама, а састоји се од каменог блока који носи металну плочу, три пута је мењао локацију.   Спомен-плоча изливена према нацрту Јарослава Худачека садржала јеимена 118 жртава међу становницима Доубравке, а такође је била и спомен на жртве нацистичког прогона.  Споменик се првобитно налазио у улици Рокицанска, касније је пресељен у Партизанску на једну локацију, а унутар ове улице поново је премешетн на другу 2011. године.
У згради основне школе у Улиици Масариковој 19 постављена је спомен-плоча којом се обележава спомен на учитељицу Кветославу Зајицова и све ученике школе убијене током бомбардовања. Липа учитељице Кветославе Зајицова засађена је на суседном тргу Хабрман 2000. године, и уз њу је спомен-плоче посвећене жртвама овог бомбардовања.
У улици Јатечни, која пролази кроз угашени округ Циканка и заобилази ранжирно двориште, на месту погођеног склоништа постављен је низак камени споменик жртвама овог ваздушног напада,  а спомен-камен је уграђен у земљу поред ње.  Током 2018. године ово  место је претворено у споменик, којим доминира неексплодирана бомба од 500 килограма постављена на пиједестал.  Подсећа на жртве бомбардовања и рад пиротехничара, који су уклањали неексплодиране бомбе деценијама после последњих бомбардовања,   Недалеко од спомен обележја, од 1997. године постављен је споменик жртвама бомбардовања у облику полиране камене плоче са натписом.  Споменик осморици жртава бомбардовања међу запосленима налази се у истој улици у комплексу кланица.
Спомен-плоча припадника националне безбедности у згради Полиције Чешке на Англицке набрежи такође помиње шест жртава овог бомбардовања.